# Antoni Abadal
Antoni Abadal (Catalunya, segle xviii) va ser un advocat, escriptor i funcionari català, acadèmic de la Reial Acadèmia de Bones Lletres de Barcelona.
Llicenciat en Dret Civil i Canònic. Va exercir ser auditor de guerra de l'exèrcit a Catalunya. Va ser nomenat acadèmic de número de la Reial Acadèmia de Bones Lletres de Barcelona el 24 de desembre 1790. A l'arxiu de la corporació es conserva el seu discurs d'ingrés a l'acadèmia, datat de 9 de febrer de 1791. Es tracta d'una gratulatòria elogiant l'acadèmia i la seva tasca. Va formar part de diverses comissions per tractar la traducció de les Constitucions de Catalunya al castellà, que va ser suspesa a causa de les dificultats de la tasca, i de la formació d'un diccionari multilingüe en llatí, castellà, llemosí i català. A més, exposà la importància històrica del català en el si de l'acadèmia.